# Orońsko (village)
Pour les articles homonymes, voir Orońsko.
Orońsko [ɔˈrɔɲskɔ] est un village polonais de la gmina de Orońsko, du powiat de Szydłowiec et dans la voïvodie de Mazovie dans le centre-est de la Pologne.
Il est le siège administratif de la gmina de Orońsko et comptait environ 1 200 habitants en 2006.
Il est situé à environ 14 kilomètres au nord-est de Szydłowiec et à 100 kilomètres au sud de Varsovie.